# Beijo na Boca (filme)
Beijo na Boca é um filme brasileiro de 1982 escrito por Euclydes Marinho e dirigido por Paulo Sérgio de Almeida.

## Sinopse
Garota da classe média se envolve com um traficante ciumento, que deseja eliminar os seus ex-namorados.

## Elenco
- Mário Gomes… Mário
- Cláudia Ohana… Celeste
- Joana Fomm… Mãe de Celeste
- Milton Moraes… Pai de Celeste
- Dennis Carvalho… Artur
- Stephan Nercessian… Pardal
- Perfeito Fortuna… Vaporupe
- Cláudia Celeste… Travesti
- Sandro Solviatti… Homem do trailer
- Cissa Guimarães… Rita
- Liege Monteiro… Mulher de Artur
- Eládio Sandoval… Disc-jóquei